# Talk That Talk
Talk That Talk je šesté studiové album barbadoské R&B a Pop zpěvačky Rihanny. Album bylo nahráno u Def Jam Recordings. Vedoucím singlem je píseň "We Found Love" (ft. Calvin Harris).

## O Albu
Rihanna nejdříve pracovala na re-edici alba Loud, ale nakonec se rozhodla vydat nové studiové album. Nové album bylo nahrávano od ledna do října 2011. Hudbu složili producenti StarGate, Dr. Luke, Cirkut, The.Dream, No I.D., Alex da Kid a další. Texty sepsala především textařka a zpěvačka Ester Dean, ale také Candice Pillay, Priscilla Renea a v neposlední řadě sama Rihanna. Album obsahuje hudební styly R&B, electro, dancehall, dubstep a hip hop.
Album Talk That Talk má pouze dva hosty a jimi jsou rapper Jay-Z a DJ Calvin Harris.

### Singly
První singl z alba byl vydán 22. září 2011 a byla jím píseň "We Found Love" (ft. Calvin Harris). Píseň se brzy umístila na prvních příčkách hitparád US Billboard Hot 100, US Billboard Hot Dance Club Songs, UK Singles Chart nebo třeba Canadian Hot 100. Prvních pozic dosáhla i v Dánsku, Francii, Německu, Švédsku nebo ve Švýcarsku. V Česku se umístila na 14. pozici na Slovensku byla na 6. pozici.
Druhý singl byl vydán 14. listopadu 2011 a byla jím píseň "You Da One". Ta se prozatím vyšplhala na 14. pozici v Billboard Hot 100.
V lednu 2012 byl zveřejněn třetí singl "Talk That Talk" (ft. Jay-Z), píseň se umístila na 31. příčce v USA.
V březnu byl vydán čtvrtý singl, remix k písni "Birthday Cake", na kterém hostoval Chris Brown. Singl byl vydán pouze v USA, kde obsadil 24. příčku.
Pátým singlem byla úspěšná píseň "Where Have You Been", která se umístila na 5. příčce žebříčku Billboard Hot 100. Dále se umístila na 6. příčce v UK Singles Chart a na 5. v Kanadě a České republice. Americká asociace RIAA ji udělila platinovou certifikaci.
Posledním singlem byl neúspěšný remix písně "Cockiness", na kterém hostoval rapper ASAP Rocky.

## Po vydání
Album debutovalo na 3. příčce žebříčku Billboard 200 s 198 000 prodanými kusy v první týden prodeje v USA. K září 2012 se v USA prodal 1 000 000 kusů. Tím získalo certifikaci platinová deska od společnosti RIAA. Ve Spojeném království se album umístilo na první příčce se 160 000 prodanými kusy, avšak v prosinci 2011 album ve Spojeném království získalo ocenění 2× platinová deska za 600 000 kusů v distribuci. Celkový prodej ve Spojeném království v červenci 2012 činil 850 000 kusů.

## Seznam skladeb
| #  | Píseň                 | Host(é)       | Producent(i)                          | Délka |
| -- | --------------------- | ------------- | ------------------------------------- | ----- |
| 1  | "You Da One"          |               | Dr. Luke, Cirkut                      | 3:20  |
| 2  | "Where Have You Been" |               | Dr. Luke, Cirkut, Calvin Harris       | 4:02  |
| 3  | "We Found Love"       | Calvin Harris | Calvin Harris                         | 3:35  |
| 4  | "Talk That Talk"      | Jay-Z         | StarGate                              | 3:29  |
| 5  | "Cockiness (Love It)" |               | Mr. Bangladesh                        | 2:58  |
| 6  | "Birthday Cake"       |               | Da Internz, The-Dream                 | 1:18  |
| 7  | "We All Want Love"    |               | No I.D.                               | 3:57  |
| 8  | "Drunk on Love"       |               | StarGate                              | 3:32  |
| 9  | "Roc Me Out"          |               | StarGate, Rob Swire, Gareth McGrillen | 3:29  |
| 10 | "Watch n' Learn"      |               | Hit-Boy                               | 3:31  |
| 11 | "Farewell"            |               | Alex da Kid                           | 4:16  |

### Deluxe Edition
- 12. "Red Lipstick" / Chase & Status / 3:37
- 13. "Do Ya Thang" / The-Dream / 3:43
- 14. "Fool in Love" / Dr. Luke, Cirkut, Ester Dean / 4:15

### iTunes Store Bonus
- 15. "We Found Love" (ft. Calvin Harris) (Calvin Harris Extended Mix) / Calvin Harris/ 5:45

## Mezinárodní žebříčky
| Země                     | Umístění |
| ------------------------ | -------- |
| Austrálie                | 5        |
| Belgie                   | 3        |
| Francie                  | 2        |
| Irsko                    | 2        |
| Kanada                   | 3        |
| Německo                  | 3        |
| Nizozemsko               | 6        |
| Norsko                   | 1        |
| Nový Zéland              | 1        |
| Polsko                   | 2        |
| Rakousko                 | 1        |
| Skotsko                  | 1        |
| Švýcarsko                | 1        |
| UK Albums Chart          | 1        |
| US Billboard 200         | 3        |
| US Billboard R&B/Hip-Hop | 1        |